# Sisense
Sisense(サイセンス)社は、米国のニューヨークに本社を置く、ビジネスインテリジェンス、AIのソフトウェアを扱うIT企業である。
ニューヨーク市に本社を置き、サンフランシスコ、スコッツデール、テルアビブ、ロンドン、メルボルン、東京、キエフにオフィスを構えるビジネスインテリジェンスのAI主導のソフトウェア会社。
任意のアプリケーションまたはワークフローでパーソナライズされた分析エクスペリエンスを構築するためのカスタマイズ用のAPIを提供 。
複雑なデータソースをマッシュアップし容易に分析できるBIプラットフォームを開発・提供している。
日本法人「サイセンスジャパン株式会社」は東京都千代田区に所在しており、株式会社ギャプライズと次世代統合型BIツール「Sisense（サイセンス）」の販売代理店契約を締結している。

## 企業沿革
Sisense社は2004年にElad Israeli、Eldad Farkash、Aviad Harell、Guy Boyangu、Adi Azariaによってイスラエルのテルアビブに設立された。同社は2010年まで自社サービスや製品を外部に公表しないまま研究開発を行っていたが、同年にGenesis Partners、Opus Capital、Eli Farkashなどの初期投資家から約4億3200万円のシリーズA資金調達を行った。
2012年7月にはAmit BendovがCEOに就任した。2013年4月、SisenseはBattery Venturesが主導し、Genesis PartnersとOpus Capitalが参加したシリーズBラウンドで約10億9500万円の資金調達を発表した。2014年6月、新たな投資家であるDraper Fisher Jurvetson Growthが3000万ドルのシリーズC資金調達ラウンドを主導し、既存の投資家であるBattery Ventures、Genesis Partners、Opus Capitalが参加した。
2015年、NICE ActimizeのCEOを勤めていたAmir OradがSisense社のCEOに就任。2016年1月、Bessemer Venture Partnersが主導し、Battery Ventures、Draper Fisher Jurvetson、Genesis Partners、Opus Capitalが参加した約54億8700万円の新たな資金調達を発表した。さらに、2018年9月には、Insight Venture Partnersが主導する約88億円の新たな資金調達を発表した。2019年5月、SisenseはPeriscope Dataを買収し、年間経常収益が約110億円を超え、800人以上の従業員を抱える企業となった。2020年1月、Sisenseは約110億円の新たな資金調達を完了し、評価額は約1,000億円を超え、ユニコーンとしての地位を固めた。現在Sisense社は、4000社以上の顧客を抱え、データとアナリティクスの分野で事業を続けている。
2021年2月にはガートナー社のマジック・クアドラントにおいて、「ビジョナリー（概念先行型）」として認定された。また、2021年6月にはDresner Advisoryが毎年行うビジネスインテリジェンス市場調査にてカスタマーエクスペリエンスとベンダーの信頼性の二分野においてリーダーに選出された。

## 製品
Sisenseはローコードでカスタム性に優れた分析プラットフォームである。各種SNSや主要データベースなど、数百にも及ぶコネクターからデータ連携が可能であり複数のデータソースをドラッグ＆ドロップでマッシュアップできる為プラットフォーム構築にかかる人的工数を削減することができる。豊富なAPIと様々なサービスへの組み込みや独自のAIアルゴリズムによる容易なデータ成型に特化している。Accenture PLC、NASDAQ、富士通株式会社、Expedia Inc.をはじめとする4000社以上を顧客としている。